# كاي كانون
كاي كانون (بالإنجليزية: Kay Cannon)‏ هي كاتبة سيناريو وممثلة أمريكية، ولدت في 22 أغسطس 1974 في الولايات المتحدة. من الجوائز التي نالتها جائزة نقابة الكتاب الأمريكية.

## أعمال

### أفلام
- (2012) طبقة الصوت المثالية[4]
- (2015) طبقة الصوت المثالية 2[5][6]
- (2018) محاصرون

### مسلسلات
- الفتاة الجديدة
- المديرة

## جوائز
- جائزة نقابة الكتاب الأمريكية

## وصلات خارجية
- كاي كانون على موقع IMDb (الإنجليزية)
- كاي كانون على موقع ألو سيني (الفرنسية)
- كاي كانون على موقع ميوزك برينز (الإنجليزية)
- كاي كانون على موقع أول موفي (الإنجليزية)
- كاي كانون على موقع بوكس أوفيس موجو (الإنجليزية)
- كاي كانون على موقع قاعدة بيانات الأفلام السويدية (السويدية)
- كاي كانون على موقع قاعدة بيانات الفيلم (الإنجليزية)
- كاي كانون على موقع كينوبويسك (الروسية)